# Vlad Voiculescu
Vlad Vasile Voiculescu (ur. 6 września 1983 w Pucioasie) – rumuński polityk, ekonomista i działacz społeczny, w latach 2016–2017 i 2020–2021 minister zdrowia, poseł do Parlamentu Europejskiego X kadencji.

## Życiorys
Absolwent Uniwersytetu Ekonomicznego w Wiedniu, specjalizował się m.in. w zakresie zarządzania strategicznego i zarządzania finansami. W latach 2005–2015 pracował w Wiedniu w sektorze bankowym. Był zatrudniony w takich instytucjach finansowych jak Dexia Kommunalkredit Bank, Volksbank International oraz Erste Group Bank.
Zaangażowany w działalność społeczną, zwłaszcza na rzecz praw pacjentów. Został członkiem Europejskiego Towarzystwa Onkologii Klinicznej (ESMO) oraz Europejskiego Towarzystwa Radioterapii Onkologicznej (ESTRO). W 2013 powołany na wiceprezesa Europejskiej Koalicji Pacjentów Onkologicznych (ECPC). W 2014 zainicjował w Rumunii „MagiCAMP”, specjalny letni obóz dla dzieci chorujących na nowotwory. W tym samym roku utworzył nieformalną sieć „Rețeaua Citostaticelor”, wspierającą pacjentów onkologicznych.
W styczniu 2016 powołany na dyrektora gabinetu ministra finansów publicznych. W maju tegoż roku w rządzie Daciana Cioloșa przeszedł na funkcję ministra zdrowia, którą sprawował do stycznia 2017. Kontynuował współpracę z Dacianem Cioloșem, przystępując do jego ugrupowania PLUS. W wyborach lokalnych w 2020 uzyskał mandat radnego Bukaresztu. W grudniu 2020 ponownie został ministrem zdrowia, dołączając do gabinetu Florina Cîțu. Odwołano go z tej funkcji w kwietniu 2021.
W wyborach w 2024 uzyskał mandat posła do Parlamentu Europejskiego X kadencji.